# Trois nuits par semaine (film)
Pour plus de détails, voir Fiche technique et Distribution.
Trois nuits par semaine est une comédie romantique française réalisée par Florent Gouëlou et sortie en 2022.

## Synopsis
L'intrigue se déroule à Paris de nos jours. Baptiste rencontre par hasard Cookie Kunty, une drag queen qui, hors scène, est un jeune homme de son âge, Quentin. Baptiste se lance dans un projet photo avec elle et découvre le milieu des drag queens parisiennes. Peu à peu, il se rapproche de Quentin, au point de questionner son propre couple avec sa compagne Samia.

## Fiche technique
Sauf indication contraire, les informations mentionnées dans cette section peuvent être confirmées par la base de données cinématographiques IMDb,  présente dans la section « Liens externes ».
- Titre original : Trois nuits par semaine
- Réalisation : Florent Gouëlou
- Scénario : Raphaëlle Valbrune-Desplechin et Florent Gouëlou
- Musique : Villeneuve & Morando
- Photographie : Vadim Alsayed
- Montage : Louis Richard
- Décors : Clémence Ney
- Costumes : Clément Vachelard
- Production : Nelson Ghrénassia
  - Production délégué : Gabriel Festoc
- Sociétés de production : Yukunkun Productions
- Société de distribution : Pyramide Distribution
- Pays de production :  France
- Langue originale : français
- Format : couleur — 2,35:1
- Genre : Comédie romantique
- Durée : 103 minutes
- Dates de sortie :
  - Italie : 31 août 2022 (Venise)
  - Belgique : 1er octobre 2022
  - France : 9 novembre 2022

## Distribution
Sauf indication contraire, les informations mentionnées dans cette section peuvent être confirmées par la base de données cinématographiques Allociné,  présente dans la section « Liens externes ».
- Pablo Pauly : Baptiste
- Romain Eck : Quentin / Cookie Kunty
- Hafsia Herzi : Samia
- Harald Marlot : Bobel
- Mathias Jamain Houngnikpo : Kiara Bolt
- Holy Fatma : Iris
- Calypso Baquey : Cassandre
- Jean-Marie Gouëlou : oncle Jean
- Florent Gouëlou : Javel Habibi
- La Grande Dame : Jurée au Drag Olympus

## Production

### Genèse
Florent Gouëlou déclare dans une interview avoir voulu réaliser une véritable comédie romantique porteuse de joie, ainsi qu'un film accessible pour le grand public.

## Accueil

### Accueil critique
Le Parisien évoque un film « touchant et attachant ». Le Journal du dimanche voit dans le film une « histoire d'amour flamboyante » qui « séduit par sa sincérité » et apprécie la performance des acteurs et actrices.  Sur le site spécialisé de cinéma européen Cineuropa, Fabien Lemercier estime que « le pari d’un film de fiction et d’une histoire d’amour s’affranchissant des frontières des apparences tout en restituant de manière flamboyante et quasi documentaire l’atmosphère très codifiée, transgressive et festive de ces transformistes belles de nuit, est relevé et tenu par le cinéaste. ».
Parmi les critiques mi-figue, mi-raisin, Thierry Chèze, dans Première, apprécie le « regard précis et enveloppant » jeté par le réalisateur sur l'univers du drag et sa capacité à tordre le cou aux clichés, mais il déplore que le film reste trop emprisonné dans les codes du genre de la comédie romantique. Dans Les Inrockuptibles, Ludociv Béot apprécie lui aussi la précision du film et son évocation de tous les aspects de la vie d'une drag queen, dans et hors scène, mais à son avis « le film échoue, à force d’être trop sage et éducatif, à retranscrire par de véritables choix de mise en scène toute la force subversive, l’audace politique et l’humour mordant des drags ».
L'Obs consacre plusieurs pages au phénomène drag queen avec des passages consacrés au film

### Box-office
Pour son premier jour d'exploitation en France, Trois nuits par semaine réalise 3 174 entrées, dont 1 833 en avant-première. Le film figure en septième place du box-office des nouveautés, derrière Seule autour du monde (3 472) et devant Pacifiction : Tourment sur les îles (2 764).